# Kołpytów
Kołpytów (ukr. Колпитів, Kołpytiw) – wieś na Ukrainie, w obwodzie wołyńskim, w rejonie włodzimierskim.
Do 2020 w rejonie łokackim. 